# Kazimierzew
Kazimierzew – zniesiona wieś w Polsce położona w województwie łódzkim, w powiecie poddębickim, w gminie Zadzim.
Nazwę wsi zniesiono, a jej obszar włączono do miejscowości Zadzim
Wieś wchodziła w skład sołectwa Zadzim.
W latach 1975–1998 miejscowość administracyjnie należała do województwa sieradzkiego.